# QQ Music
QQ Music (tiếng Trung: QQ音乐) là một trong ba dịch vụ nghe nhạc trực tuyến theo mô hình freemium của Trung Quốc thuộc quyền sở hữu của Tencent Music (liên doanh của tập đoàn Tencent và Spotify) và thuộc nhãn hiệu QQ. Đến năm 2018, dịch vụ đã tiếp cận đến hơn 700 triệu người dùng và ước tính có 120 triệu người dùng có đăng kí tài khoản.
Năm 2016, dịch vụ này đã được sáp nhập vào Tập đoàn âm nhạc Trung Hoa, chủ sở hữu của các dịch vụ âm nhạc Kugou và Kuwo. Sau khi sáp nhập, QQ Music hiện chiếm 15% thị trường nghe nhạc trực tuyến tại Trung Quốc.
Ngoài streaming, dịch vụ còn nâng cao độ nhận biết thương hiệu của mình với công chúng bằng giải thưởng QQ Music Awards hằng năm.

## Kinh doanh
QQ Music hoạt động theo mô hình freemium khi với các tính năng cơ bản, người dùng sẽ được dùng miễn phí còn với các tính năng cao cấp, đặc trưng, người dùng phải đăng kí gói dịch vụ để có thể sử dụng. Tuy nhiên không giống với các dịch vụ khác như Spotify, QQ Music có khả năng hạn chế các nội dung bị hạn chế với người dùng đăng kí gói dịch vụ (còn gọi là VIPs hay kim cương xanh) hoặc có thể mua trên trang web của họ, thường có giá khoảng 19 đến 20 đồng nhân dân tệ, các nghệ sĩ dùng chiến lược này bao gồm Noah Cyrus, Ariana Grande và Taylor Swift trong đó một số album chỉ được mua với số lượng giới hạn nhất định.
Nói chung, QQ Music khuyến khích người dùng nên đăng kí gói dịch vụ VIP.

### Tài khoản và dịch vụ
Đến tháng 5 năn 2018, QQ Music đưa ra ba loại dịch vụ.
| Loại dịch vụ    | Nghe trên điện thoại và máy tính  | Chất lượng                  | Nghe ngoại tuyến           | Nghe tại nước ngoài | Nhạc có thể mua | Tùy chỉnh và chủ đề (tính năng di động) |
| --------------- | --------------------------------- | --------------------------- | -------------------------- | ------------------- | --------------- | --------------------------------------- |
| QQ Music Free   | Vài bài.                          | 128kbps.                    | Vài bài                    | Không               | Không           | Không                                   |
| QQ Music VIP    | Tất cả (ngoại trừ các bài đã mua) | Có thể lên đến SQ lossless. | Tải đến 300 bài mỗi tháng. | Có                  | Có              | Có                                      |
| QQ Music Luxury | Tất cả (ngoại trừ các bài đã mua) | Có thể lên đến SQ lossless. | Tải đến 500 bài mỗi tháng. | Có                  | Có              | Có                                      |

### Giới hạn
QQ Music chỉ có tại thị trường Trung Quốc. Tuy nhiên vào một vài thời điểm không xác định, gói dịch vụ miễn phí lại có thể khả dụng trên toàn thế giới và người dùng quốc tế tận dụng sử dụng dịch vụ để tránh các dịch vụ phải trả tiền khác như Apple Music hay Spotify. Năm 2016, để tăng cường các hạn chế bản quyền, QQ Music chặn toàn bộ người dùng quốc tế và người dùng nước ngoài khi họ bị báo lỗi trong quá trình phát nhạc như: '抱歉，应版权方要求，暂无法在当前国家或地区提供此歌曲服务' ('Rất tiếc bài hát này không khả dụng ở quốc gia hoặc khu vực hiện tại của bạn theo yêu cầu của chủ sở hữu bản quyền'). Năm 2017, Alibaba Music và Tencent Music kí hợp đồng song phương về bản quyền âm nhạc, qua đó cho phép dịch vụ Âm nhạc Alibaba Xiami và QQ Music chia sẻ các giao dịch bản quyền độc quyền với nhau. Tuy nhiên, Alibaba Music lại có hợp đồng độc quyền khác với SM Entertainment về các sản phẩm tung ra của các nghệ sĩ Hàn Quốc (như Luna, EXO, EXO-CBX, Girls' Generation) đồng nghĩa với việc người dùng của QQ Music cũng như các người dùng của các dịch vụ khác không thể phát những bài này.

### Tải nhạc
Đối với người dùng miễn phí, việc tải nhạc trên QQ Music sẽ bị giới hạn trong vài bài nhất định. Hãng có thể kiểm soát liệu người dùng miễn phí có thể tải xuống bài hát của họ trên gói miễn phí hoặc bị hạn chế tải xuống gói VIP hay không. Tải trên gói miễn phí sẽ bị kiểm soát bởi DRM trên cả điện thoại và máy tính trong khi gói tải VIP không bị kiểm soát bởi DRM trên máy tính nhưng vẫn bị kiểm soát trên các nền tảng điện thoại. Khi mua một album, người dùng sẽ tự động được quyền sở hữu album đó, do vậy ngay cả khi đăng ký VIP kết thúc, người dùng vẫn có thể nghe thoải mái các bài hát mà họ đã mua trước đó.

### Công nghệ thông tin
QQ Music là phần mềm sở hữu độc quyền và dùng chức năng bảo vệ Digital Rights Management (DRM).
Việc nghe và tải tồn tại ở 2 dạng, hệ thống tệp phương tiện MP3 được sử dụng cho các luồng streaming chính thống và tải nhạc chất lượng chuẩn ở tốc độ 128 kbit/s, tốc độ tải 320 kbit/s được dành cho chất lượng Cao (viết tắt là HQ ở Trung Quốc). Hoặc hệ thống tệp phương tiện FLAC dùng cho đường streaming SQ và tải về. Việc stream HQ và SQ cũng như tải về chỉ khả dụng cho gói VIP và Luxury. Stream SQ không khả dụng với web QQMusic.
QQ Music cũng kết nối với các ứng dụng âm nhạc trên hệ điều hành iOS và cho phép người dùng kết hợp thư viện Local Files của họ với thư viện QQ Music thông qua sự lựa chọn của người dùng trong quá trình tải ứng dụng. Tính năng này cũng hoạt động trên ứng dụng máy tính để bàn, nơi ứng dụng QQ Music sẽ quét các tệp nhạc địa phương và cho phép người dùng phát tệp qua ứng dụng.